# Gleitzeit
Als Gleitzeit (Abkürzung: GLZ, oder gleitende Arbeitszeit, GLAZ, oder variable Arbeitszeit, VARAZ; englisch flexitime, amerikanisches Englisch flextime) wird eine Form der flexiblen Arbeitszeit verstanden, die den Arbeitnehmern eine weitgehend eigenverantwortliche Verteilung der Arbeitszeit ermöglicht.

## Allgemeines
Die am weitesten verbreitete Form der flexiblen Arbeitszeit ist das Arbeitszeitmodell der Gleitzeit. Bei ihr sind die Arbeitnehmer nicht an einen starren Arbeitsbeginn oder ein starres Arbeitsende gebunden, zwischen denen die Arbeitszeit liegt; vielmehr können sie innerhalb gewisser Grenzen selbst über Beginn und Ende entscheiden. Mit Arbeitsbeginn muss der Arbeitnehmer seine Arbeitsleistung während der Arbeitszeit erbringen und bis zum Arbeitsende fortsetzen, lediglich unterbrochen durch Arbeitspausen. Damit verbunden sein kann im Regelfall ein Ansparen oder Nachholen von Arbeitszeit, was wie der tatsächliche Arbeitsbeginn und das tatsächliche Arbeitsende auf einem Arbeitszeitkonto festgehalten wird.
Keine Gleitzeitregelung stellt die Vertrauensarbeitszeit dar.

## Arten
Allgemein werden zwei Gleitzeit-Arten unterschieden:
- Bei der einfachen Gleitzeit ist der Arbeitnehmer an die tägliche Arbeitszeitmenge und Arbeitszeitdauer gebunden. Ihm steht es lediglich frei, seine Arbeitszeit innerhalb eines bestimmten Zeitrahmens zu erbringen.
- Bei der qualifizierten Gleitzeit darf der Arbeitnehmer nicht nur über die zeitliche Lage seiner täglichen Arbeitszeit, sondern auch über deren tägliche Dauer und die Herbeiführung eines Ausgleichs zum Erreichen des Durchschnitts der geschuldeten Arbeitszeit innerhalb eines vorgegebenen Zeitrahmens entscheiden.

Kernarbeitszeiten und Arbeitszeitkonten sind lediglich bei der einfachen Gleitzeit erforderlich.
Die gleitende Arbeitszeit setzt sich zusammen aus der Gleitspanne (beispielsweise Arbeitsbeginn von 07:00 Uhr bis 09:00 Uhr und Arbeitsende von 15:00 Uhr bis 19:00 Uhr) und der Kernarbeitszeit zwischen diesen Gleitspannen. Anwesenheits- und Arbeitspflicht besteht lediglich während der Kernarbeitszeit.

## Deutschland
In Deutschland liegt der Zweck der gleitenden Arbeitszeit dem Bundesarbeitsgericht (BAG) zufolge, „innerhalb der in der Dienstvereinbarung festgelegten Gleitzeit dem Angestellten zu ermöglichen, die zeitliche Lage der Arbeitsleistung in freier Selbstbestimmung nach seinen Bedürfnissen und Wünschen festzulegen“. Dieses Urteil betraf einen Angestellten, doch können auch Arbeiter oder Beamte in den Genuss von Gleitzeitregelungen kommen. Die Arbeitszeit von Beamten ist durch die jeweilige Arbeitszeitverordnung (AZV) des Bundes oder Bundeslandes geregelt. Diese beinhaltet in § 2 Nr. 5 AZV eine Legaldefinition der gleitenden Arbeitszeit als die „Arbeitszeit, bei der Beamtinnen und Beamte Beginn und Ende der täglichen Arbeitszeit in gewissen Grenzen selbst bestimmen können“. Inzwischen lassen viele dieser Regelungen auch die Einführung von gleitender Arbeitszeit für Beamte durch Dienstvereinbarungen zu.

### Rechtsfragen
Gleitzeitfragen gehören zum kollektiven Arbeitsrecht und werden im Tarifvertrag oder in einer Betriebs- oder Dienstvereinbarung geregelt. Dabei ist der gesetzlich vorgegebene Rahmen der Arbeitszeit zu berücksichtigen. Hierzu gehören die tägliche Höchstarbeitszeit von 10 Stunden (§ 3 ArbZG), Arbeitspausen und Ruhezeiten (§ 4 ArbZG und § 5 ArbZG) sowie die Aufzeichnung der Arbeitszeit (§ 16 Abs. 2 ArbZG). Personal, auf welches das ArbZG nicht anwendbar ist (§ 18 ArbZG bis § 21 ArbZG wie leitende Angestellte, Behördenleiter, fliegendes Personal und Schiffsbesatzungen) ist im Regelfall auch von der Gleitzeit ausgeschlossen. Sonderregelungen gibt es nach dem JArbSchG (§ 8 Abs. 1 JArbSchG) und beim Mutterschutz (§ 4 Abs. 1 MuSchG). Gleitzeit ist auch nicht bei jeder Art von Tätigkeit möglich. Schichtdienst, Rufbereitschaft oder Weiterbildungen erfordern meist, dass alle Beteiligten zur gleichen Zeit anwesend sind. Dem Betriebsrat steht bei Gleitzeitfragen ein Mitbestimmungsrecht zu (§ 87 Abs. 1 Nr. 2 BetrVG).
Das Arbeitszeitkonto hält zunächst fest, in welchem zeitlichen Umfang der Arbeitnehmer seine Hauptleistungspflicht nach § 611 Abs. 1 BGB erbracht hat oder aufgrund eines Entgeltfortzahlungstatbestands nicht erbringen musste. Es dokumentiert, sofern es ein Gleitzeitguthaben aufweist, in welchem Umfang der Arbeitnehmer zukünftig noch Freizeitausgleich nehmen kann. Umgekehrt stellt eine „Minus“ (ein negativer Saldo, Arbeitszeitschuld) einen Lohn- oder Gehaltsvorschuss dar, der mit einem Guthaben verrechnet werden darf. Mehrarbeit ist bei Gleitzeit nicht eindeutig abzugrenzen, so dass es einer Regelung bedarf, ab wann die Überschreitung eines bestimmten Gleitzeitguthabens als Mehrarbeit angesehen und vergütet wird. Meist ist in den Vereinbarungen auch die Höhe der Arbeitszeitschulden begrenzt.
Das Leistungsbestimmungsrecht des Arbeitgebers im Hinblick auf die Arbeitszeit wird bei der qualifizierten Gleitzeit auf den Arbeitnehmer übertragen, bei der einfachen Gleitzeit verbleibt es beim Arbeitgeber. Der Arbeitnehmer kann bei der qualifizierten Gleitzeit autonom entscheiden, wann er seiner Arbeitspflicht nachkommt. Er kann beispielsweise an manchen Arbeitstagen gar nicht zur Arbeit erscheinen („Gleitzeittag“) oder auch nur halbtags arbeiten. Gleitzeittage sind weder Urlaub nach dem Bundesurlaubsgesetz noch Sonderurlaub, sondern ein Freizeitausgleich durch entsprechende Gleitzeitguthaben in Höhe eines Arbeitstages. Nach § 2 Nr. 6 AZV ist der Gleittag ein mit Zustimmung der oder des unmittelbaren Vorgesetzten gewährter ganztägiger Zeitausgleich im Abrechnungszeitraum bei Gleitzeit, dabei gelten tägliche Arbeitszeiten von weniger als zwei Stunden als Gleittag.
In § 615 BGB ist für den Fall des Annahmeverzugs des Arbeitgebers geregelt, dass der Arbeitnehmer nicht nacharbeiten (Nacherfüllung) muss, selbst wenn er nacharbeiten könnte. Der Satz „ohne Arbeit kein Lohn“ kehrt sich hierdurch um in „Lohn auch ohne Arbeit“. Allerdings ist eine Kürzung des Arbeitsentgelts dann gestattet, wenn bei der Gleitzeit dem Arbeitnehmer eine Dispositionsfreiheit hinsichtlich der Arbeitszeitverteilung eingeräumt worden ist, er jedoch nicht in ausreichendem Umfang die erforderliche Arbeitsleistung erbracht hat. Die Anwendung des § 616 BGB scheidet während der Gleitzeit regelmäßig aus, um den Arbeitnehmer nicht vollständig mit den Konsequenzen der fremdbestimmten Arbeitszeitverteilung zu belasten. Der Arbeitgeber hat durch die Gleitzeit den Vorteil, dass die gemäß § 616 BGB zu vergütenden Dienstbefreiungen für Behördengänge oder Arztbesuche weitgehend entfallen und die Pünktlichkeit des Arbeitnehmers auf den Beginn der Kernarbeitszeit minimiert wird.
Die Nichtarbeit während der vereinbarten Arbeitszeit ist – ohne Gleitzeitregelung – eine Unmöglichkeit, nicht jedoch ein Verzug. Bei der Vereinbarung von Gleitzeit stellt sich die Rechtsfrage von Unmöglichkeit oder Verzug nicht, solange sich Arbeitnehmer und Arbeitgeber innerhalb des vereinbarten Zeitrahmens befinden.
Verstöße gegen die Aufzeichnungspflicht durch Stempeluhren oder andere Personalzeiterfassungsgeräte sind in der Regel mit erheblichen arbeitsrechtlichen Sanktionen von der Abmahnung bis zu einer außerordentlichen verhaltensbedingten Kündigung verbunden, weil hierbei ein so genannter „Arbeitszeitbetrug“ begangen wird, der für den Arbeitgeber zu Nachteilen führen kann und der Arbeitnehmer sich hier auf Kosten des Arbeitgebers bereichert, indem er für nicht geleistete Arbeit bezahlt wird. Daher kann bei Vorsatz auch der Straftatbestand des Betrugs (§ 263 StGB) gegeben sein.

### Langzeitkonten
In neueren Tarifverträgen sind auch langfristige Regelungen, von Jahresarbeitszeit- bis zu Lebensarbeitszeitkonten geregelt (z. B. im öffentlichen Dienst durch § 10 TVöD). Diese sind dann durch Betriebs- oder Dienstvereinbarungen zu konkretisieren.

## Österreich
In Österreich ist in Betrieben, in denen ein Betriebsrat errichtet ist, die gleitende Arbeitszeit durch Betriebsvereinbarung festzulegen. Besteht kein Betriebsrat, muss mit dem einzelnen Arbeitnehmer eine schriftliche Gleitzeitvereinbarung im Rahmen eines Arbeitsvertrages getroffen werden. Dabei darf seit September 2018 die tägliche Normalarbeitszeit bis zu 12 Stunden verlängert werden, wenn die Gleitzeitvereinbarung vorsieht, dass ein Zeitguthaben ganztägig verbraucht werden kann, also Gleittage in Anspruch genommen werden können und der Verbrauch des Zeitguthabens im Zusammenhang mit einer wöchentlichen Ruhezeit nicht ausgeschlossen ist, die Gleittage also so gelegt werden können, dass verlängerte Wochenenden möglich sind.

## Schweiz
Entsteht in der Schweiz ein Gleitzeitguthaben, liegen grundsätzlich keine Überstunden im Sinne von  Art. 321c OR vor. Unverschuldet fehlende Arbeitszeit muss nicht ausgeglichen werden. Bei unverschuldeten Minusstunden ist der Arbeitgeber regelmäßig nach Art. 324a OR zur Lohnfortzahlung trotz fehlender Arbeitsleistung verpflichtet. Dem Schweizer Bundesgericht zufolge liegt der Sinn der Gleitzeit „gerade darin begründet, dass der Arbeitnehmende in deren Rahmen zeitautonom bestimmen kann, die Sollarbeitszeit zu über- oder zu unterschreiten. … Es liege daher auch in seinem Verantwortungsbereich, fristgerecht für den Ausgleich zu sorgen. Das ‚Abschneiden‘ von Plusstunden ist also grundsätzlich zulässig.“

## Wirtschaftliche Aspekte
Gleitzeitsysteme weisen regelmäßig eine Kernarbeitszeit auf, während der Anwesenheits- und Arbeitspflicht besteht. Die eigentliche Gleitzeit ist der Kernarbeitszeit mit einem festgelegten Zeitrahmen vor- und nachgelagert, der die früheste und späteste Erfassung der täglichen Arbeitszeit festlegt. Die Kernarbeitszeit sorgt dafür, dass der harmonisierte Arbeitsablauf weitgehend ungestört bleibt, weil die betriebliche Zusammenarbeit durch Anwesenheitspflicht aller Mitarbeiter gewährleistet ist. Außerhalb der Kernarbeitszeit kann es jedoch zu Störungen der Kundenkontakte und der innerbetrieblichen Kommunikation kommen. Mit Hilfe der Gleitzeit kann auch der Arbeitsanfall mit der Anwesenheit des Personals besser koordiniert werden. Die Gleitzeit kann zu einer Entlastung des Berufsverkehrs in Ballungsräumen beitragen und ermöglicht dem einzelnen Arbeitnehmer eine individuellere Gestaltung seiner Freizeit.